# Coccinella venusta
Coccinella venusta is een keversoort uit de familie lieveheersbeestjes (Coccinellidae). De wetenschappelijke naam van de soort is voor het eerst geldig gepubliceerd in 1879 door Weise.

## Verspreiding en leefgebied
De soort komt voor in de Alpen.